# Myrtus claraensis
Myrtus claraensis е вид растение от семейство Миртови (Myrtaceae). Видът е критично застрашен от изчезване.

## Разпространение
Разпространен е в Куба.